# Civilització protoelamita

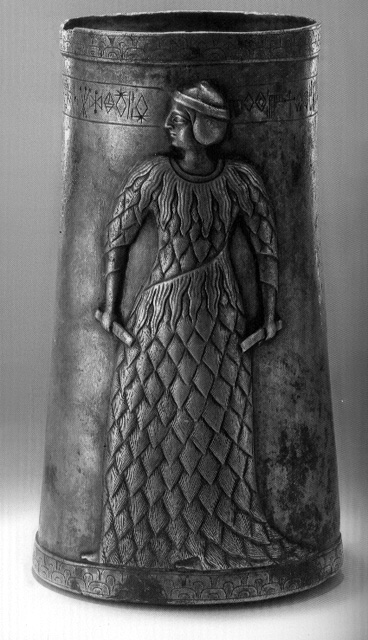
Copa de plata de Marvdaixt, Fars, amb una inscripció elamita-lineal en ella, III mil·lenni aC Museu Nacional de l'Iran.

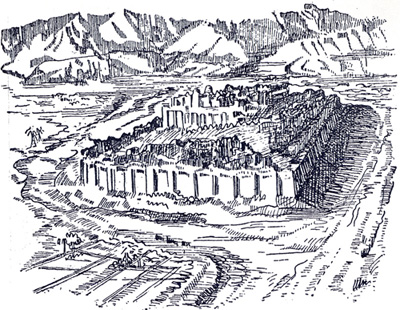
Tappeh Sialk és una de les ruïnes proto-elamites que queden a l'Iran. Les ruïnes es remunten al VI mil·lenni aC en la seva part més antiga.

El període proto-elamita discorre, aproximadament, del 3200 aC al 2700 aC quan Susa, més tard capital dels elamites, va començar a rebre influència de les cultures de l'altiplà iranià. En termes arqueològics es correspon amb el període Baneix tardà. Aquesta civilització és reconeguda com la més antiga de l'Iran i va ser àmpliament contemporània amb la seva veïna, la civilització sumèria, la més antiga del món, que va començar al voltant del 5200 aC.
Se sap que el territori d'Elam està habitat des del mil·lenni VIII aC En el mil·lenni VII aC s'inicia una civilització agrícola basada en la irrigació fluvial, en el mil·lenni VI aC es passa a una irrigació artificial similar a la de Mesopotàmia, mil·lenni IV aC ens trobem amb una comunitat calcolítica molt implantada i amb contactes comercials amb Mesopotàmia, Balutxistan i la vall de l'Indus. En aquest mil·lenni sorgeix també la ciutat de Susa, la qual és tan antiga com les ciutats de Sumèria a Mesopotàmia. En el mil·lenni III aC es construeixen moltes altres ciutats pel territori d'Elam.
L'escriptura proto-elamita és un sistema d'escriptura de principis de l'edat del bronze breument en ús per a l'antiga llengua elamita abans de la introducció de l'elamita cuneïforme.

## Descripció general
A part de Susa, un lloc proto-elamita important és Tappeh Sialk, on es pot veure l'únic ziggurat proto-elamita que queda. Textos en l'escriptura proto-elamita encara per desxifrar trobats a Susa daten d'aquest període. Es creu que els proto-elamites en realitat eren elamites (parlants de la llengua elamita), a causa de moltes similituds culturals (per exemple, la construcció de zigurats), ja que no sembla que hagi passat una migració a gran escala a la regió entre el període proto-elamita i els posteriors elamites. Però com que encara s'ha de desxifrar la seva escriptura, aquesta teoria roman en la incertesa.
Alguns antropòlegs, com ara John Alden, mantenen que la influència proto-elamita va créixer ràpidament a la fi del IV mil·lenni aC i va declinar igualment de forma ràpida amb l'establiment del comerç marítim al Golf Pèrsic alguns segles més tard.
S'ha trobat a Sialk ceràmica proto-elamita que es remunta a la segona meitat del V mil·lenni aC. Allà també s'hi ha trobat escriptura proto-elamita, la primera forma d'escriptura de l'Iran, en tauletes d'aquesta data. Els primers segells cilíndrics venen també del període proto-elamita.

## L'expansió protoelamita
Fora del seu centre, la civilització proto-elamita va tenir una influència significativa. Podria haver estat la mateixa que van tenir els portadors de la civilització d'Uruk, en el període anterior, però es va centrar específicament en l'altiplà iranià. Es mesura essencialmente pels descobriments de tauletes proto-elamites en diferents localitats de les regions veïnes, que són, tret de llocs a la regió de Jiroft (Konar Sandal i Tepe Yahya): Xahdad de Kerman Tepe Sialk (prop de Kaixan) i Tepe Ozbaki (prop de Teheran) per al nord, Sokhteh Xahr-i de Sistan, i potser Godin Tepe (prop de Hamadan).
La naturalesa de l'expansió proto-elamita en l'altiplà iranià és discutida, iqual que la del període anterior d'Uruk, la relació exacta entre els dos segueix sent poc clara. No és clar si els assentaments proto-elamites que es troben fora de la llar d'aquesta civilització són assentaments aïllats o bé colònies. L'organització política del conjunt proto-elamita se'ns escapa. La continuïtat entre el fenomen d'Uruk i el proto-elamita és notable, però, l'altiplà iranià és l'única regió a l'Orient Mitjà en el qual podem observar aquest tipus de "parentiu".
L'altiplà iranià durant aquest període contempla la formació d'una espècie de koiné: totes les cultures diferents que sorgeixen tenen relació entre elles, i les influències recíproques són fortes. La influència protoelamita influència sembla fort per als llocs al nord-oest de l'Iran modern (Tepe Sialk, Godin Tepe).

## Escriptura protoelamita
L'escriptura protoelamita és un sistema d'escriptura usat a la Susiana i a l'altiplà de l'Iran a l'est de Mesopotàmia entre el 3050 aC i el 2900 aC aproximadament. El període correspon als períodes de Jamdat Nasr i Uruk III fins al primer període dinàstic a Mesopotàmia i al nivells de les excavacions de Susa 16-14 B, Tepe Yahya IV C, Sialk IV 2 i Baneix (darrer Baneix mitjà). Les taules protoelamites són documents complex escrits en aquest sistema.
L'escriptura consisteix en signes numèrics i ideogràfics, aquest darrers relacionats amb un llenguatge elamita anterior desconegut. L'escriptura només ha estat parcialment desxifrada, gràcies a la identitat dels signes numèrics amb els mesopotàmics i a altres semblances i conceptes contextuals.
Va estar en ús a les inscripcions elamites abans de la introducció de les inscripcions cuneïformes. Més tard el protoelamita es va modificar per esdevenir l'elamita cuneïforme i el lineal.
Alguns dels signes protoelamites estan influenciats per les més antigues escriptures protocuneïformes (Uruk I) de les tauletes de Mesopotàmia; el protocuneïforme és escrit en jerarquies visuals i el protoelamita en estil de línies. Els signes numèrics són idèntics i alguns signes representen els objectes, però la majoria són completament abstractes.
Vers el 2500 aC es va passar a l'elamita cuneïforme i temporalment a l'escriptura elamita lineal (no desxifrada) que va ser usada durant poc temps (vers 2150-2050 aC).
El protoelamita fou usat en un territori important entre Susa a l'oest i Tepe Yahya a l'est (almenys). Se'n coneixen 1.600 tauletes la majoria procedents de Susa (unes 1500), però d'altres a diferents llocs (Malyan, 30; Tepe Yahya, 27; Sialk, 22; Ozbaki 1; Xahr-i-Xokhta 1). Tauletes trobades a Godin Tepe (nivell V) i Xoga Mix, contemporànies d'Uruk IVb i Susa 17, al mancar de signes ideogràfics no poden ser classificades com a protoelamites.

## Art proto-elamita 6000 aC - 2700 aC
S'han trobat uns ídols femenins de fang que daten dels volts del 6000 aC. Als recipients cuits a foc obert i moltes vegades decorats amb insiciones els succeeixen les ceràmiques pintades; els seus motius són abstractes cap al 4500 aC. En el període de ceràmica de Samarra s'adornen amb rombes, línies en ziga-zaga o ondulades. Cap al 4000 aC aquestes línies s'uneixen per formar figures geomètriques amb formes d'animals. En períodes posteriors aniran guanyant en realisme sense perdre el seu caràcter ornamental. Finalment i coincidint amb la cultura de l'Obeid a Mesopotàmia, apareixen animals amb banyes i les primeres representacions humanes, i en l'última fase apareix el torn. S'han trobat unes estranyes fonts decorades amb animals d'enormes banyes que s'adapten a la forma dels atuells, mentre que altres, com peixos, ànecs o ocells, apareixen extremadament estilitzats; aquestes fonts s'han trobat a Tall-i-Bakun prop de Persèpolis, i van ser datades al voltant de l'any 3500 aC